# Jong Dietschland (1926-1935)
Jong Dietschland was een Belgisch Nederlandstalig katholiek en Vlaamsgezind tijdschrift.

## Historiek
De eerste editie verscheen op 25 december 1926 en was samen met het tijdschrift Hooger Leven de opvolger van Het Vlaamsche Land dat in 1926 failliet was verklaard. Hoofdredacteur werd Victor Leemans, het redactiesecretariaat werd waargenomen door Angela Tysmans, hierin opgevolgd vanaf 1932 door Leo Wouters. De belangrijkste financierders van het tijdschrift waren Berten Catry en Gustaaf Baeten.
De belangrijkste medewerkers van het tijdschrift waren de West-Vlaamse priesters Cyriel Verschaeve, Odiel Spruytte, Leo Dumoulin en Maurits Geerardyn. Spruytte, die in belangrijke mate de politieke lijnen van het tijdschrift uitzette, haalde hierbij veelal inspiratie bij de Weense hoogleraar Othmar Spann. Vanaf 1931 keerde het tijdschrift zich openlijk tegen de parlementaire democratie, wat gepaard ging met een virulent anti-belgicisme. Als alternatief werd een door de elite geleide Groot-Nederlandse katholiek-corporatistische staat naar voor geschoven. Het tijdschrift was daarbij een voorstander van een Vlaams-nationalistische eenheidspartij, met een uitgesproken sympathie voor het VNV van Staf Declercq.
Eind 1933 kwam het omwille van financiële redenen tot een fusie met het tijdschrift Vlaanderen. Van 14 januari tot 15 september 1934 werd er vervolgens gepubliceerd onder de titel Vlaanderen-Jong Dietschland. Vervolgens verscheen het tijdschrift opnieuw als Jong Dietschland. Het laatste nummer verscheen op 7 juli 1935.

## Bekende (ex-)medewerkers
- Gustaaf Baeten[5]
- Berten Catry[6]
- Frans Daels
- Clement Daenen[7]
- Kamiel de Vleeschauwer
- Leo Dumoulin[8][9]
- Hendrik Elias

- Ast Fonteyne[10]
- Maurits Geerardyn
- Lode Geysen[10]
- Ward Hermans
- Alfons Jonckx
- Victor Leemans
- Wies Moens

- Franz Sarre
- Odiel Spruytte
- Angela Tysmans[11]
- Ernest Van der Hallen
- Dirk Vansina
- Cyriel Verschaeve
- Leo Wouters